# 페테르 헤그레
페테르 헤그레(노르웨이어: Petter Hegre, 1969년 9월 8일 ~ )는 노르웨이의 누드 사진 전문 사진가이다. 가장 성공한 누드 사진 작가의 한 명으로 꼽힌다. 세계 여러 잡지에서 활발하게 활동하고 있으며 개인 사진집 또한 여러 권 냈다. 2001년 런던 에로틱상(Erotic Prizes) 올해의 사진가상을 수상했다.
헤그레의 누드 사진은 여성의 신체를 노골적으로 드러내면서도 감성을 잃지 않고 자연스러움과 친근감을 추구한다. 헤그레 자신은 이런 경향을 신누드(New Nude)라고 부르고 있다.

## 생애
페테르 헤그레는 1969년 노르웨이 스타방에르에서 태어났다. 미국으로 건너가, 캘리포니아주 샌타바버라의 브룩스 사진학원에서 공부하였다. 그리고 뉴욕에서 저명한 사진 작가 리처드 애버던 밑에서 일하였다.
유럽으로 돌아온 이후, 현재는 스페인 바르셀로나에 정착했다.
일찍이 헤그레는 아이슬란드 출신의 모델 스반보르그 소리스도티르(Svanborg Þórisdóttir, 1977년생)와 결혼했고 두 딸을 얻었다. 나중에는 우크라이나 모델 류바 슈메이코(Люба Шумейко; Luba Shumeyko, 1982년생)와 재혼하였고, 아들 한 명을 낳았다.

## 사진집
- Marketa, 2006: foreword by Clifford Thurlow (featuring Markéta Bělonohá)
- 100 Nude Models, 2006
- 100 Naked Girls, 2004: foreword by Clifford Thurlow
- Wild Shaven Angel, 2003 (featuring Vilita Monkute)
- Luba, 2003: foreword by Jack Gilbert (featuring Luba Shumeyko)
- Russian Lolita, 2002 (featuring Katya Mitina)
- My Wife, 2000 (featuring Svanborg Þórisdóttir)
- My Book, 2000